# Conilurus albipes
O Rato-coelho-do-pé-branco (Conilurus albipes) é uma espécie extinta de roedor originária da Austrália. Era um dos maiores roedores nativos australianos.
O último espécime coletado data de 1845. Ratos podem ter transmitido doenças ou competido diretamente com o Conilurus albipes. Além disso, sofreu com a predação por gatos, animais trazidos pelos colonizadores e com a devastação de seu habitat natural.